# Середнє зважене
Середнє зважене, точніше середнє арифметичне зважене для дійсних чисел {\displaystyle x_{1},\ldots ,x_{n}\!} з ваговими коєфіцієнтами {\displaystyle w_{1},\ldots ,w_{n}\!} визначається як
{\displaystyle {\bar {x}}={\frac {w_{1}x_{1}+w_{2}x_{2}+\cdots +w_{n}x_{n}}{w_{1}+w_{2}+\cdots +w_{n}}}.}
Коли всі вагові коефіцієнти рівні між собою {\displaystyle w_{1}=w_{2}=\dots =w_{n}\!}, середнє арифметичне зважене буде дорівнювати середньому арифметичному.
Існують також зважені версії середнього геометричного, середнього гармонійного, середнього степеневого, а також їх узагальнення — середнього за Колмогоровим.

## Приклади

### Середня зважена зольність
Напр., зольність суміші  Ado і класів із виходом γі та зольністю кожного класу Аdi визначається за рівнянням:
100Ado  = γ1Аd1 + γ2Аd2 +… γі А =ΣγіАdi